# Preserje pri Radomljah
Preserje pri Radomljah so suburbanizirano naselje z več kot 2.000 prebivalci v Občini Domžale. Ležijo na desnem bregu Kamniške Bistrice ob cesti Radomlje - Mengeš in ob železniški progi Ljubljana - Kamnik. Skoznje teče Mlinščica, umetni kanal Kamniške Bistrice, ki je v preteklosti gnal vodna kolesa za pogon mlinov, žag, drugih obrti in industrije. 
V kraju je osnovna šola Preserje pri Radomljah, ki se je do leta 1992 imenovala Osnovna šola Radomeljske čete; po eni prvih slovenskih partizanskih enot. Na kraju, kjer so okoliški možje četo ustanovili julija 1941, je tudi spominsko obeležje.